# Німфи
Ні́мфи (грец. Νύμφες — дівчина, наречена, молода жінка) — другорядні божества у давньогрецькій міфології, які жили в печерах, лісах, полях, горах, річках і джерелах і уособлювали сили та явища природи.
Лісові німфи, що жили на деревах, називалися дріадами, гамадріадами, гірські — ореадами, або орестіадами, німфи текучих вод — наядами, морські німфи — нереїдами, океанідами.
За міфами, німфи були довговічні, але не безсмертні. Від шлюбів німф із богами народжувалися герої (Ахіллес, Еак). Перебуваючи поблизу людей, німфи краще за олімпійських богів і богинь розуміли потреби й турботи людей, нерідко допомагали людям або карали їх. Дзюрчання струмків, шелестіння лісу, дзижчання комах — усі голоси весни й літа були співом німф.
Німфи були втіленням антропоцентричних проєкцій древніх греків на природу: як приємного, зворушливого в ній, так і загрозливого, непередбачуваного (так, гамадріади захищали дерева й карали за погане поводження з ними).
Культ німф був дуже поширений у Греції й Римі, де на їх честь споруджували величні храми — німфеуми. У мистецтві німф зображували веселими та легковажними напівоголеними вродливими дівчатами.

## Етимологія
Грецьке слово nýmphē має основне значення «молода жінка; наречена, молода дружина», але зазвичай не асоціюється з божествами. На даний час, етимологія іменника nýmphē залишається невизначеною. Дорична та еолічна (гомерівська) форма — nýmphā (νύμφα).
Сучасне вживання частіше застосовується до молодих жінок на піку своєї привабливості, на відміну від партеноса (παρθένος) «незайманої (будь-якого віку)» і загалом, як коре (κόρη <κόρϝα) «неодружена дівчина». Цей термін іноді використовується жінками, щоб звертатися одна до одної, і залишається регулярно використовуваним терміном для «нареченої» у сучасній Греції.

## Давньогрецька міфологія
Німфи іноді були улюблені багатьма і мешкали у певних регіонах, пов'язаних із природним середовищем, наприклад: гірські райони; ліси. Інші німфи були частиною свити бога (наприклад, Діоніса, Гермеса чи Пана) або богині (зазвичай мисливці Артеміди).
Грецькі німфи також були духами, які постійно були прив'язаними до місць, на відміну від латинського genius loci, та іноді це породжує складні міфи, як-от культ Аретузи до Сицилії. У деяких творах латинських поетів з грецькою освітою, німфи поступово вбирали у свої ряди корінні італійські божества, джерел та струмків (Juturna, Egeria, Carmentis, Fontus), в той час, як Лімфа(originally Lumpae)-італійські богині води, за випадковою схожістю їхніх імен, можна було ототожнити їх з грецькими німфами. Класична міфологія римських поетів навряд чи вплинула на обряди та культи окремих німф, яких шанували сільські жителі у джерелах та щілинах Лацію. Серед римського грамотного класу сфера їхнього впливу була обмеженою, вони з'являлися, як божества водної стихії.

## Грецька народна релігія
Давньогрецька віра в німф збереглася в багатьох частинах країни до перших років XX століття, коли їх зазвичай знали як «нереїди». Німфи часто відвідували місця, віддалені від людей, але їх могли зустріти самотні мандрівники за межами села, де можна було почути їхню музику, і мандрівник міг підглядати за їхніми танцями чи купанням у струмку, чи ставку, під час полуденної спеки чи опівночі. Вони можуть з'явитися вихором. Такі зустрічі можуть бути небезпечними, викликаючи німоту, пригнічену закоханість, божевілля чи інсульт у чоловіка, якому не пощастило. Коли батьки вважали, що їх дитина вражена нереїдою, вони молилися святому Артеміду.

## Німфи та феї
Німфи часто зображуються в класичних творах мистецтва, літератури, міфології та художньої літератури. Поширена їхня асоціація з феями чи ельфами із середньовічних романсів чи літератури Відродження.

## Спляча німфа
Мотивом, який увійшов у європейське мистецтво в епоху Відродження, була ідея про статую німфи, яка спить у гроті чи джерелі. Цей мотив імовірно походить з Італії та пов'язаний із римською скульптурою німфи біля фонтану над річкою Дунай. Гіпотеза про це спирається на супровідний вірш, який нібито містився на фонтані й описував сплячу німфу. Зараз загалом вірш вважається підробкою п'ятнадцятого століття, але цей мотив виявився впливовим серед художників та садівників протягом кількох століть, а копії можна побачити в неокласичних садах, таких, як грот у Стоурхеді.

## Сучасне використання
У сучасному вжитку слово «німфа» вживається у двох значеннях, відмінних від вихідного грецького значення.
- «Німфа» може використовуватися, щоб описати привабливу, статевозрілу молоду жінку. Наприклад, у заголовку роману Перрі Мейсона «Випадок недбалої німфи».
- У біології «німфа» описує незрілу форму комахи, яка не сильно змінюється у міру зростання, наприклад бабка, метелик чи сарана.

## Галерея

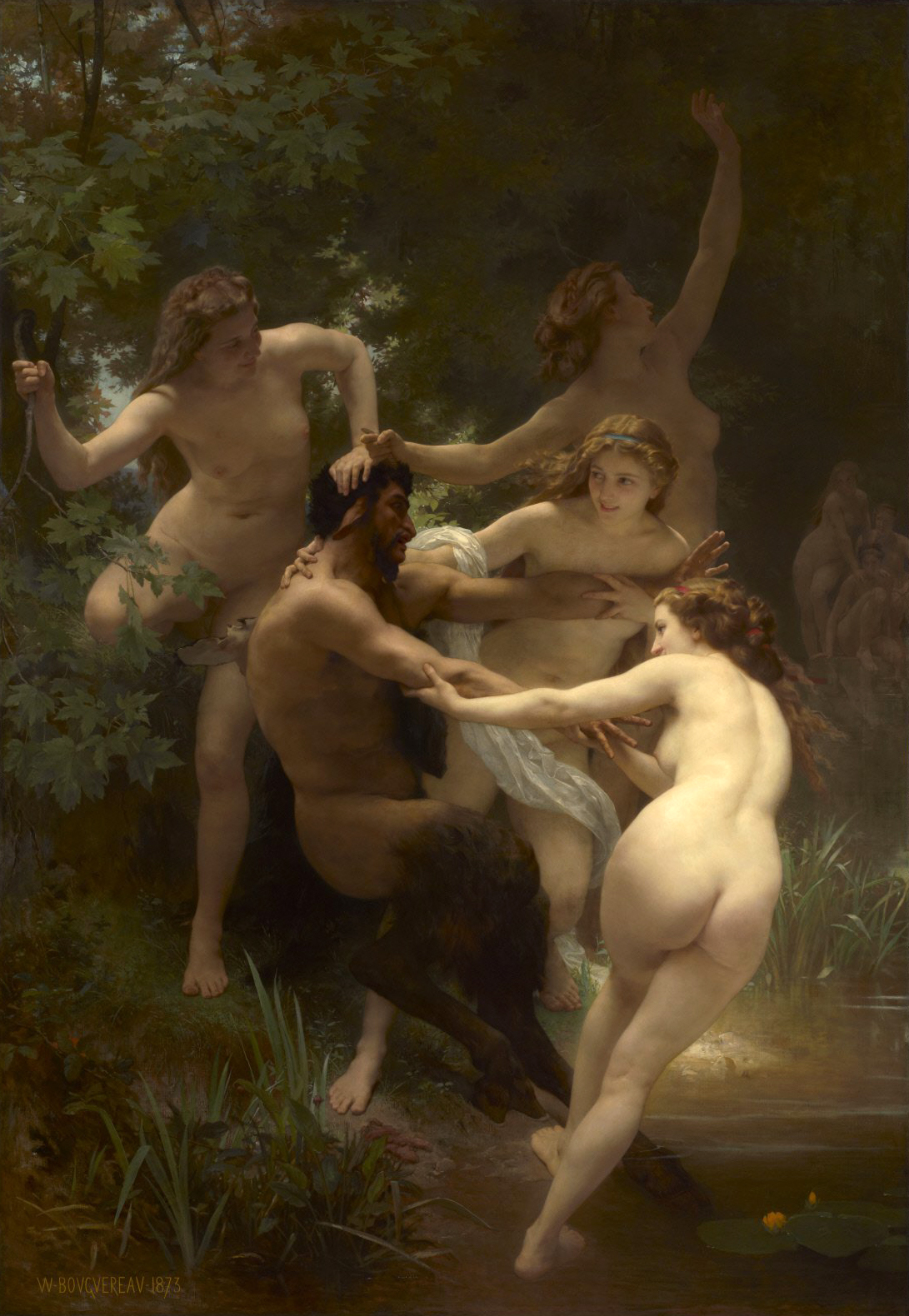
Німфи та Сатир. Вільям-Адольф Бугро, Інститут мистецтв Стерлінга і Франсіна Кларка (1873)
Дріада. Евелін де Морган, Лондон (1884-1885)
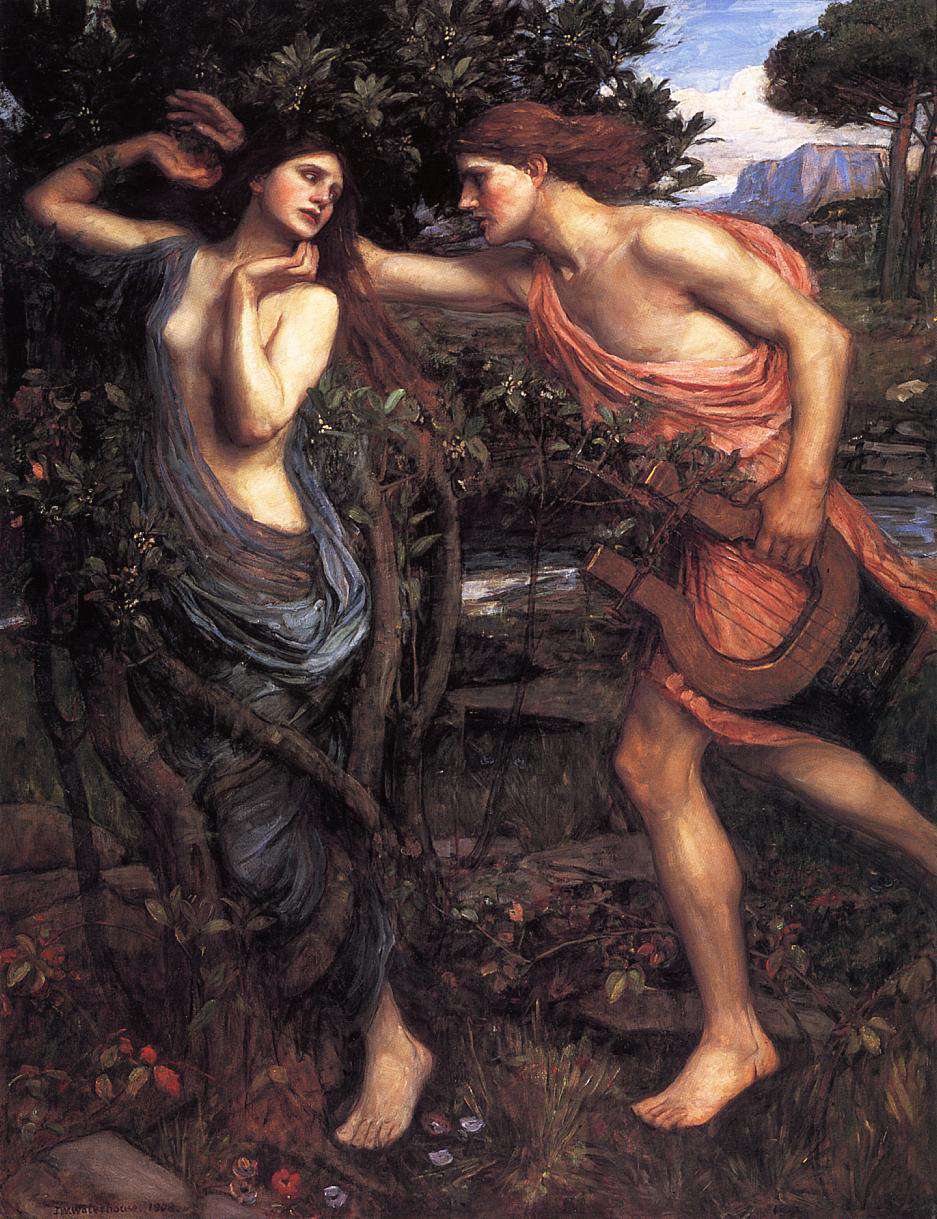
Аполлон та Дафна. Джон Вільям Вотергаус, приватна збірка (1908)
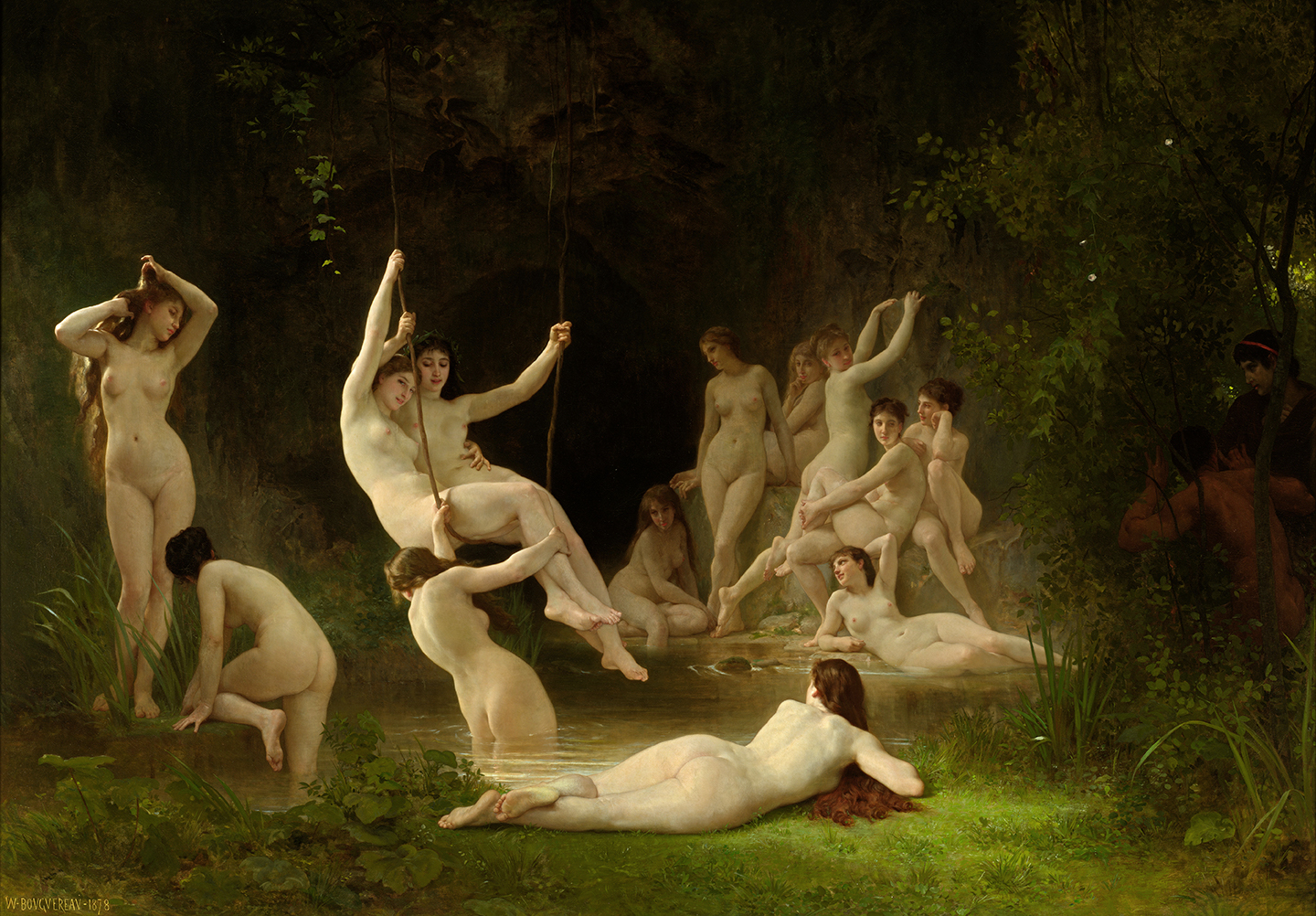
Німфи. Вільям-Адольф Бугро, Музей Хеггін, США (1878)
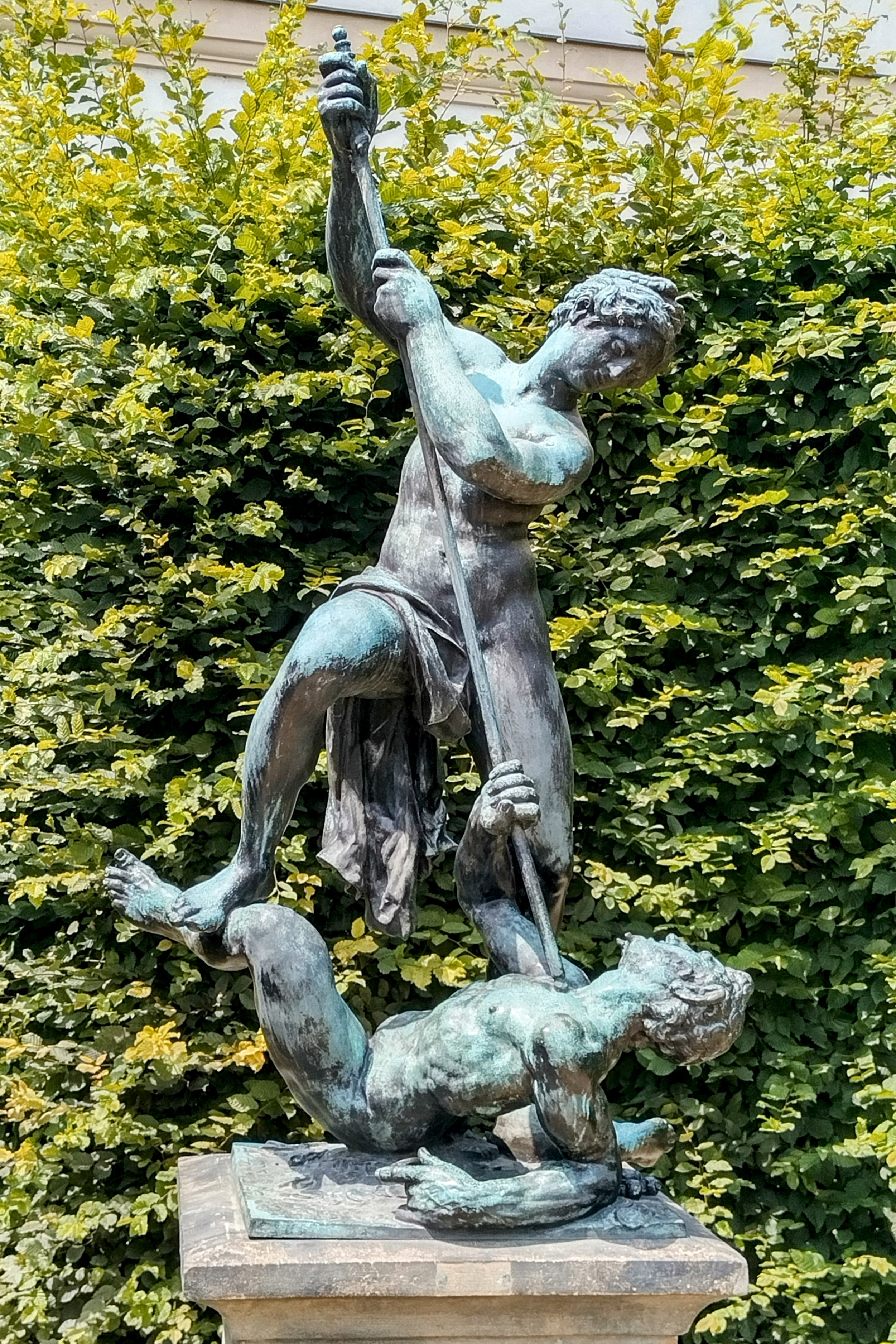
Бій німфи із сатиром. Адріан де Врис, парк Валдштейнського палацу, Прага